# Ana Paredes Arosemena
Ana Paredes y Arosemena, née le 2 mars 1854 à Panama et morte le 25 mai 1920 dans la même ville, épouse du général Eloy Alfaro Delgado, principal dirigeant de la République de l'Équateur entre 1895 et 1911, a été Première dame de l'Equateur durant cette période.

## Biographie
Elle est née le 2 mars 1854 dans la ville de Panama (alors située dans la Province de Panama en République de Nouvelle-Grenade). Elle grandit dans une famille d'aristocrates, son père est José María Paredes Arce et sa mère est Catalina Arosemena Quesada. Ana Paredes rencontre son mari, Eloy Alfaro Delgado, alors qu'il est en exil à Panama. En effet, celui-ci est arrivé dans la ville après une révolte ratée contre le président de l'Équateur Gabriel Garcia Moreno. Alfaro y mène une vie de commerçant prospère. Le couple se marie le 10 janvier 1872, alors que la jeune femme a 18 ans. 
Quand Alfaro retourne en Équateur en 1876, après l'assassinat de García Moreno, il participe à un soulèvement qui amène au pouvoir le général Veintemilla. Pendant cette période, sa femme et ses enfants restent dans la capitale panaméenne. Après des aller-retours en Équateur, Alfaro y est incarcéré fin 1878, ayant rompu avec la dictature de Veintemilla. Ana Paredes doit plaider auprès du Consul de Colombie pour sa libération. Son mari est finalement libéré en mars 1879 après 97 jours de prison et retourne immédiatement au Panama au sein de sa famille. Rappelé pour prendre la tête d'un nouveau mouvement révolutionnaire qui éclate le 5 juin 1895 à Guayaquil, il est proclamé « Chef suprême de la République ». Ana Paredes le rejoint sur le sol équatorien devenant ainsi la Première Dame du pays.

## Descendance
Quelques semaines après le mariage, Ana est enceinte de son premier enfant. Le couple a un total de neuf enfants, dont seulement cinq atteindront l'âge adulte, trois femmes et deux hommes : 
- Bolívar Alfaro Paredes (26 novembre 1872 - 12 décembre 1872),
- Colombia Alfaro Paredes (30 septembre 1873 - 1958),
- Olmedo Alfaro Paredes (30 août 1878 - 1959)
- Colón Alfaro Paredes (17 avril 1881 - 13 mai 1881)
- América Alfaro Paredes (17 avril 1881 - 1956)
- Esmeralda Alfaro Paredes (14 janvier 1883 - 1943)
- Bolívar Alfaro Paredes II (10 août 1884 - 1894)
- Colón Eloy Alfaro Paredes (1er janvier 1891 - 12 avril 1957)
- Ana María Alfaro Paredes (mort-née le 21 juillet 1898)

## Mort
Après avoir formé un foyer admiré par une grande partie de la société de l'époque, Ana Paredes revient veuve dans son pays natal, le Panama, où elle meurt le 25 mai 1920, à l'âge de soixante-six ans, survivant huit ans à son mari. Ses derniers jours sont marqués par la cécité.

## Honneurs posthumes
Ana Paredes est honorée par le Ministère de la Défense dans les années 1970, lorsque El Palacio de La Recoleta (siège ministériel) est réaménagé. Le vieux Café Concert de Quito est nommé Teatro Anita Paredes de Alfaro, présentant dans son entrée ce qui est probablement sa photographie la plus célèbre. Une école de la ville de Guayaquil porte également son nom,.